# Estación aérea n.° 9 Atlangatepec
La Estación Aérea Militar No. 9 (OACI: MMTA) se encuentra localizada en Tlaxcala específicamente en el área de Atlangatepec, Tlaxcala, a 25 millas náuticas al Norte del Aeropuerto de Puebla y a 1.8 mn de Atlangatepec.

## Historia
Este sitio fue construido en 1982 como Aeropuerto Nacional de Tlaxcala, pero no tuvo el éxito deseado, pues el año en que registró más movimientos fue en 1994 con apenas 24 operaciones. Debido al fracaso del aeropuerto, el gobierno del estado de Tlaxcala negoció con la SEDENA el uso del campo aéreo como base militar, celebrándose el 3 de marzo de 1997 la ceremonia en que el aeropuerto se convirtió en la Base Aérea Militar n.º 19 (BAM-19).
Debido al bajo uso militar de la BAM-19, en el año 2004 fue degradada a estación aérea militar (EAM), quedando así como la Estación Aérea Militar n.º 9 (EAM-9).
A pesar de ser una estación y no una base, alberga de forma permanente el Centro de Mantenimiento de Sistemas Aéreos Tripulados a Distancia (CMSATD), y  a los  Escuadrón Aéreo 601 y al EscuadrónAéreo 602, ambos escuadrónes operan todos los drones de la Fuerza Aérea Mexicana.

Para el año 2015 se anunció la remodelación de sus instalaciones a fin de utilizarlo como aeropuerto comercial, sin dejar de prestar servicio a la Fuerza Aérea Mexicana.
Durante el año 2016 los trabajos de remodelación del aeropuerto llevan un gran porcentaje de avance, pues se ha concluido con la repavimentación de la pista y algunas señalizaciones, y se está trabajando con el edificio terminal.
Para septiembre de 2016 los trabajos en el aeropuerto de Atlangatepec llevan el 38% de avance.
Durante el año 2017 se han presentado problemas con los trabajos para ampliar la pista de aterrizaje del aeropuerto, esto porque varios ejidatarios se han negado a vender sus terrenos, por lo que las obras están prácticamente detenidas.

## Accidentes e incidentes
- El 7 de diciembre de 2008 un Learjet 23 del Servicio de Administración y Enajenación de Bienes (SAE) procedente de Puebla se estrelló en la Laguna de Atlangatepec falleciendo sus dos tripulantes, la aeronave se encontraba haciendo su segundo intento de aterrizaje en el Aeropuerto de Atlangatepec cuando de repente comenzó a hacer un ascenso rápido y posteriormente se sumergió en el lago, la aeronave fue encontrada 30 metros bajo la superficie de la laguna.[8][9]

- El 7 de septiembre de 2018 una aeronave Hydra Technologies de México S-45 Bálaam operada por el Escuadrón Aéreo 601 de la Fuerza Aérea Mexicana que había partido del aeropuerto de Atlangatepec para realizar un vuelo local de vigilancia, perdió la señal de control, ocasionando que cayera en el municipio de Atlangatepec. No hubo personas lesionadas, sin embargo la aeronave fue prácticamente destruida.[10][11]